# Laféline
Laféline is een gemeente in het Franse departement Allier (regio Auvergne-Rhône-Alpes) en telt 173 inwoners (1999). De plaats maakt deel uit van het arrondissement Moulins.

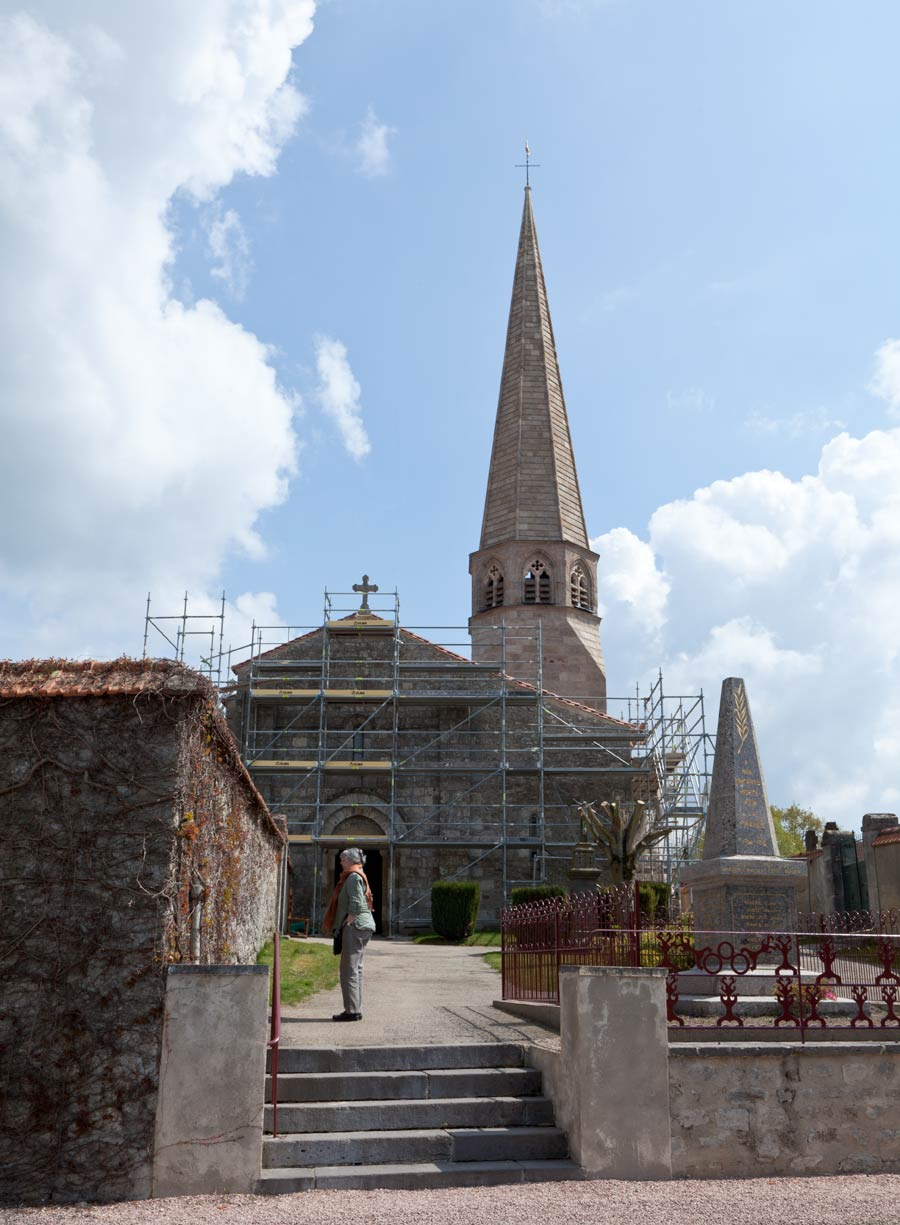
Kerk van Laféline
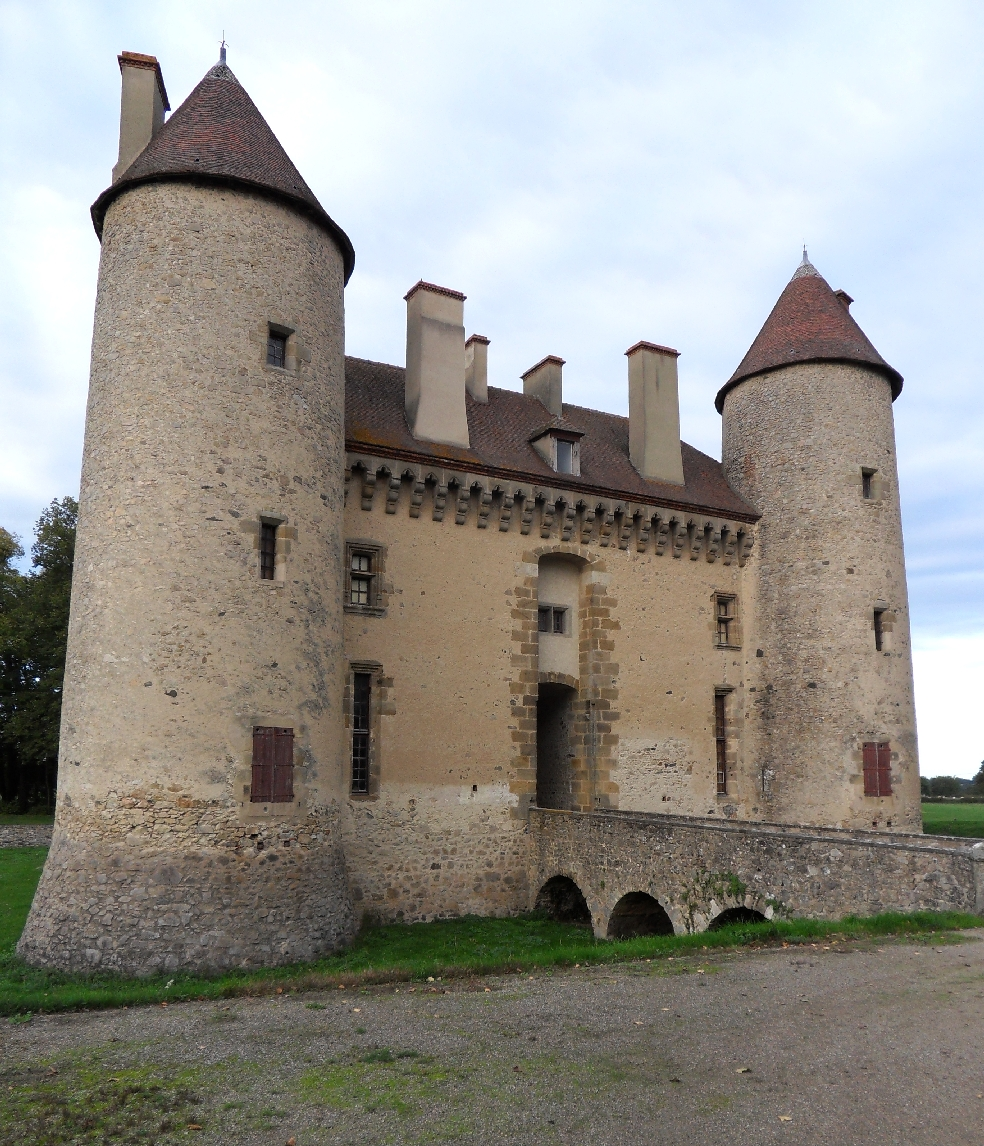
Château du Bouchat

## Geografie
De oppervlakte van Laféline bedraagt 22,3 km², de bevolkingsdichtheid is 7,8 inwoners per km².
De onderstaande kaart toont de ligging van Laféline met de belangrijkste infrastructuur en aangrenzende gemeenten.

## Demografie
Onderstaande figuur toont het verloop van het inwonertal (bron: INSEE-tellingen).
Vanwege een beveiligingsprobleem met de MediaWiki Graph-software is het momenteel niet mogelijk deze grafiek weer te geven. Zodra de software is bijgewerkt zal de grafiek vanzelf weer zichtbaar worden.